# Planodema mirei
Planodema mirei là một loài bọ cánh cứng trong họ Cerambycidae.